# Петричани
Петричани (единствено число петричанин, петричанка, на гръцки: Πετριτσιώτες, петрициотес) са жителите на град Петрич, България. Това е списък на най-известните от тях.

## Родени в Петрич
А – Б – В – Г – Д –
Е – Ж – З – И – Й —
К – Л – М – Н – О —
П – Р – С – Т – У —
Ф – Х – Ц – Ч – Ш —
Щ – Ю – Я

### А
- Алекса Полизоев (1933 – 2022), български писател и културен деец
- Александър Дончев (1938 – 2023), български художник и автор на герба на Петрич
- Анастас Антикаджиев (1860 – 1956), петрички търговец и дарител
- Анета Попдимитрова Филипова, завършила Солунската девическа гимназия в 1901 г., работила като българска учителка в Петрич, омъжена за Иван Кьосев[2]
- Антон Личков (р. 1980), български футболист
- Антон Попиванов (? – 1922), български революционер, убит от дейци на ВМРО при междуособиците в революционното движение[3]
- Антон Станков, завършил българската семинария в Цариград, работил като учител в Петрич през учебната 1912/13 г., по-късно заемал различни постове в България[2]
- Атанас Атанасов (1921 – 1975), български партизанин

### Б
- Богдан Шумаров (р. 1996), български кикбоксьор, европейски шампион в стил К1 за професионалисти
- Борис Гаганелов (1941 – 2020), български футболист
- Борис Спасов Полизоев (1922 – 1945), български военен деец, подпоручик, загинал през Втората световна война[4]
- Борис Ячев (р. 1965), български политик от ВМРО – БНД и НФСБ

### В
- Валери Яков (р. 1958), български журналист
- Вангел Митов Агликин (1914 – 1957), български антикомунист, горянин
- Васил Василев (1915 – 2006), български партизанин
- Венко Евтимов (р. 1955), български поет
- Вера Кирова, (р. 1940), българска примабалерина
- Виолета Донева (1943 – 2022), българска актриса
- Владислав Вълчев (1962 – 2017), български фолклорен певец
- Воймир Асенов (1939 – 2013), български поет
- Володя Стоянов (р. 1960), български фолклорен и попфолк певец

### Г
- Габриела, българска попфолк певица
- Георги Божиков (1931 – 1986), български оперен певец
- Георги Данев (1935 – 2009), български общественик и деец от Македонската патриотична организация
- Георги Налджиев (р. 1988), български актьор
- Георги Станков, доброволец в четата на Иван Атанасов – Инджето през Сръбско-българската война в 1885 година[5]
- Георги Стойчев (р. 1956), български художник
- Георги Тимев (1920 – 1993), български композитор
- Георги Чапкънов (1861 – 1905), български учител
- Георги Чапразов (Мирски), български революционер и дългогодишен кмет на Петрич
- Георги Чапразов (1950 – 2013), български диригент
- Горан Ангелов (1912 – 1994), български политик от БКП

### Д
- Димитър Нецов Кърпаров, български революционер, деец на ВМРО[6]
- Димитрина Бъчварова (1934 – 2010), петрички краевед и основател на музейното дело в града
- Димитра (Димитрина, Митра) Янева Стоименова, завършила Солунската девическа гимназия в 1895 г., работила като българска учителка в различни градове на Македония, омъжена за Костак Илиев[2]
- Димитър Гонов (1933 – 2017), български писател и драматург[7]
- Димитър Карадалиев (р. 1971), български футболист
- Димитър Коларов (1937 – 2019), български народен певец[8]
- Димитър Топтанов (1944 – 1997), български археолог
- Димитър Туджаров – Шкумбата (р. 1954), български шоумен

### Е
- Евгения Бързашка (р. 1953), българска токсиколожка и педиатърка
- Евелина Николова (р. 1993), българска състезателка по борба
- Евтим Евтимов (1933 – 2016), български поет
- Елдора Трайкова (р. 1956), българска режисьорка документалистка
- Елена Янева (1885 – 1962), българска просветна деятелка
- Емил Шаламанов (р. 1976), български футболист

### И
- Ивайло Стоянов (р. 1981), български и международен футболен съдия
- Иван Ангов (1882 – 1937), български революционер
- Иван Антонов (1882 – 1928), български революционер и духовник
- Иван Апостолов – Камарадото (1927 – 2003), български общественик, туристически деец и учител
- Иван Караризов (1936 – 2004), български инженер, основател на машиностроенето в Петрич
- Иван Константинов (ок. 1850 – 1917), български иконописец
- Иван Стойчев (р. 1949), български архитект и художник[9]
- Иван Тасушев (ок. 1883 – 1913), български революционер
- Илия Антонов (1888 – ?), български учител, общественик и политик
- Илия Конев (1928 – 2009), български филолог, професор
- Илия Луков (р. 1974), български народен и попфолк певец
- Илия Манолов (1929 – 2019), български етномузиколог, професор[10]

### Й
- Йордан Мантарлиев (р. 1979), български историк, по произход от Мантар[11]
- Йордан Шопов (1930 – 2006), български историк, професор
- Йосиф Тасев (? – 1908), български духовник и учител, йеромонах

### К
- Карамфил Божиков (р. 1984), български народен певец
- Катя Кирянова (р. 1947), българска поетеса и текстописка
- Катя Паскалева (1945 – 2002), българска актриса
- Кирил Аспарухов (1948 – 2022 ), български шоумен, поет и журналист[12][13]
- Кирил Георгиев (р. 1965), български шахматист
- Кирил Пецев (р. 1953), български журналист и писател
- Кирил Стамчев (1935 – 2007), български цигулар
- Кирил Терзиев (р. 1983), български борец
- Коста Керемидчиев (1922 – ?), български политик от БКП
- Костадин Кабранов (1954 – 2022), български футболист[14]
- Костадин Кавалджиев, български просветен деец
- Костадин Стойков (р. 1980), български политик
- Костадин Филипов (р. 1947), български журналист
- Кочо Крилчов, доброволец в четата на Иван Атанасов – Инджето през Сръбско-българската война в 1885 година[15]
- Красимир Кочев (1974 – 2025), български борец

### Л
- Лазар Гюров (1872 – 1931), български революционер

### М
- Магдалена Шумарова (1948 – 2021), българска поетеса и писателка
- Мария Атанасова Топтанова, завършила Солунската девическа гимназия, работила като българска учителка в Петрич и другаде в България[2]
- Мита Агликин (1869 – 1952), български революционер
- Михаил Вардев (1881 – 1908), български революционер
- Михо Попов (1882 – 1965), български общественик и политик

### Н
- Наум Арванитис, деец на гръцката въоръжена пропаганда в Македония[16]
- Николай Цветков (р. 1960), български хореограф, професор
- Никола Димитров (1919 – 1996), български политически офицер, генерал-майор
- Никола Попгеоргиев (1893 – 1956), български общественик.
- Никола Тимев, български просветен деец

### О
- Огнян Филипов (1950 – 2014), български спортен деятел и общественик

### П
- Павлина (Паулина) Вардева, завършила Солунската девическа гимназия в 1902 г., работила като българска учителка в Петрич, омъжена за Никола Коцев[2]
- Параскева Филипова (1870 – 1949), българска просветна деятелка, първа българска учителка в Петрич[2]
- Пане Ангелов, доброволец в четата на Иван Атанасов – Инджето през Сръбско-българската война в 1885 година[17]
- Панчо Попмихов, български просветен деец
- Петър Касабов (р. 1979), треньор на женския национален отбор по борба
- Петър Сотиров (р. 1958), български и полски езиковед – славист, професор

### Р
- Румяна Коцева (р. 1954), българска поп певица

### С
- Светослав Лобошки (р. 1963), български композитор[18]
- Силвия Аздреева (р. 1986), , българска алпинистка
- Соня Колтуклиева (р. 1957), българска журналистка
- Стоян Марушкин (ок. 1840 – 1907), български общественик
- Стоян Трушков (1870 – 1913), български просветен деец и революционер
- Стоян Търнаджиев (1886 – 1908), български революционер
- Стоян Цветков (р. 1980), български актьор

### Т
- Тодор Попхристов (ок. 1872 – ок. 1917), български просветен деец
- Тома Митов (1882 – 1908), български революционер
- Тома Трушков – български просветен деец
- Траян Лялев (1930 – 2012), български юрист, професор

### Х
- Христо Ангов (1969 – 2022), български рок музикант, вокалист
- Христо Бахтарлиев (р. 1985), български футболист
- Христо Любенов–Шани (1943 – 2013), български композитор и музикален педагог
- Христо Поптрендафилов, български възрожденски духовник
- Христо Филипов (1880 – 1964), български общественик и свещеник

### Ц
- Цветелина (р. 1976), българска попфолк певица

### Щ
- Щерю Димитров (р. 1979), български футболист

### Я
- Януш Стойчев (ок. 1875 – 1929), български общественик и политик

#### Македоно-одрински опълченци от Петрич
- Илия Ангелов, 20-годишен, четата на Дончо Златков, 15 щипска дружина[19]
- Никола Ангелов, 34-годишен, четата на Дончо Златков, 15 щипска дружина[20]

### Починали в Петрич
- Ангел Бълев (1909 – 1967), български политик, деец на БКП
- Асен Георгиев Кираджиев, български военен деец, подпоручик, загинал през Междусъюзническа война[21]
- Атанас Калибацев (1886 – 1956), български революционер
- Атанас Маджаров (1881 – 1935), български просветен деец и общественик
- Аце Иванов (1880 – 1927), български революционер, войвода на ВМОК
- Белчо Кулев, български военен деец, подпоручик, загинал през Междусъюзническа война[22]
- Борис Богданов (1887 – 1916) – български офицер, капитан
- Васил Дудаклиев (ок. 1881 – 1961), български медик, първи окръжен лекар на Петрички окръг
- Георги Въндев (1890 – 1942), български революционер
- Георги Попов (1881 – 1956), български духовник, свещеноиконом
- Давид Проев (1884 – 1971), български просветен деец и революционер
- Димитър Илиев (1878 – 1957), български общественик, революционер и деец на ВМОРО, народен представител от БЗНС
- Димитър Мазнейков (1926 – 2011), български стопански деец, агроном
- Димитър Панделиев (1927 – 1995), български драматург и писател
- Дончо Лазаров (1878 – 1950), български революционер
- Златин Ангелски (ок. 1837 – 1914), български възрожденски деец
- Иван Телятинов (1871 – 1930), български революционер
- Иван Цветков (1903 – 1997), български медик, дългогодишен лекар в Петрич
- Константин Даскалов (1897 – 1984), български медик, дългогодишен лекар в Петрич
- Михо Попов (1882 – 1965), български общественик и политик
- Панайот Карамфилович (1885 – 1921), български революционер
- Стоян Иванов (1901 – 1963), български медик, дългогодишен лекар в Петрич
- Христо Разбойников (1881 – 1925), български революционер, деец на ВМОРО и БЗНС

## Свързани с Петрич
- Ванга (1911 – 1996), българска обществена фигура, обявила се за ясновидка
- Васил Гавазов (1888 – 1922), български офицер, капитан
- Георги Урумов, български общественик и учител
- Гоце Дивлев (1907 – 1939), български комунист, деец на БКП и ВМРО (обединена)
- Данаил Зердев (1886 – 1968), български свещеник и общественик
- Димитър Бъчваров (1915 – 2011), български военен летец, полковник
- Димитър Гущанов (1876 – 1903), български революционер, войвода на ВМОРО
- Димитър Митков (1904 –  1985), български инженер и политик, народен представител в XXV ОНС
- Димитър Стоянов (1908 – 1988), български комунист, просветен деец и училищен инспектор
- Илияна Каракочева (Ина Крейн) (р. 1966), българска писателка
- Йордан Шурков (1878 – 1929), български революционер, драматург и журналист
- Климент Кьосев, български духовник, учител в Петрич, ръководител на Петричката българска община
- Кочо Мавродиев (1860 – 1913), български просветен деец
- Надка Голчева (р. 1952), българска баскетболистка
- Никола Парапанов (1874 – 1937), български военен деец, майор
- Огнян Стойков (1960 – 1989), български алпинист[23]
- Павел Джингаров (1912 – 1945), български военен деец, капитан
- Панделия Стоянов (1900 – 1981), български революционер, войвода на ВМРО и деец на МПО
- Сергей Шишов (1894 – 1969), руски и български художник и общественик[24]
- Тодор Стоянов (1888 – 1975), български просветен, културен и обществен деец